# رهاب الإسلام في الحرب الفلسطينية الإسرائيلية
في أعقاب الهجوم الذي قادته حماس على جنوب إسرائيل في 7 أكتوبر 2023، لوحظ ارتفاع عدد ووتيرة نشر التعليقات والمشاعر المعادية للإسلام، في كل من إسرائيل نفسها وفي جميع أنحاء العالم.

## آسيا

### الهند
في 1 نوفمبر 2023 قال رئيس وزراء ولاية أوتار براديش "يوغي أديتياناث" خلال اجتماع حاشد إن "الحل لطالبان هو صولجان باجرانغ والي. نحن نرى كيف تعمل إسرائيل حاليًا على سحق عقلية طالبان في غزة. إنهم يأخذون التدابير الصحيحة لضمان الانتهاء من أهدافهم." 

### إسرائيل
في 9 أكتوبر أشار وزير الدفاع الإسرائيلي يوآف غالانت إلى مقاتلي حماس في قطاع غزة على أنهم "حيوانات بشرية".
حاول مئات الإسرائيليين المتطرفين اقتحام مساكن الطلاب الفلسطينيين في كلية نتانيا الأكاديمية في إسرائيل وهم يهتفون "الموت للعرب". ويواجه آخرون تعليقًا من تعليماتهم التعليمية بعد اتهامهم "بدعم الإرهاب" بسبب منشورات على وسائل التواصل الاجتماعي تعبر عن دعم المدنيين في غزة.

## أوروبا

### فرنسا
في شهر نوفمبر من عام 2023، أفاد المجلس الإسلامي الفرنسي بأنه تلقى تهديدات في أعقاب الهجمات التي وقعت في السابع من أكتوبر. كما أفاد المجلس أيضًا بأن أربعة عشر مسجدًا قد تعرضت للتخريب.

### المملكة المتحدة
في المملكة المتحدة، دعت عضوة البرلمان زارا سلطانة إلى وقف إطلاق النار، وطلب منها رئيس الوزراء ريشي سوناك أن تدعو حركة حماس والحوثيين إلى تهدئة الأوضاع. ردت سلطانة بعد فترة وجيزة قائلة: "هذا استعارة معادية للإسلام - كأنني بصفتي مسلمة، فأنا مسؤولة عن حماس والحوثيين". في شهر فبراير من عام 2024، ارتفعت جرائم الكراهية ضد المسلمين في المملكة المتحدة بنسبة مائة وأربعين بالمائة مقارنة بالعام السابق. وأفاد موقع "تل ماما" بأن حوادث الكراهية ضد المسلمين ارتفعت بنسبة 335% منذ بداية الصراع. وفي شهر مارس من عام 2024، تعهدت حكومة المملكة المتحدة بمبلغ مائة وخمسين مليون دولار لتوفير المزيد من الأمن للمواقع الإسلامية في أعقاب تصاعد الهجمات ضد المسلمين.

## أمريكا الشمالية

### الولايات المتحدة
في 11 أكتوبر اتُهم ناشطون مؤيدون لإسرائيل بالاعتداء على ثلاثة فلسطينيين وعرب أمريكيين في بروكلين بنيويورك. وفقًا لشرطة نيويورك فقد شتم المهاجمون الفلسطينيين بألفاظ معادية للمسلمين أثناء الهجوم. وفي 14 أكتوبر، طعن رجل من ولاية إلينوي طفلًا مسلمًا أمريكيًا من أصل فلسطيني يبلغ من العمر 6 سنوات، يدعى وديع الفيوم، ووالدته حنان شاهين. توفي الصبي، ونُقلت والدته إلى المستشفى. واعتبر الهجوم جريمة كراهية من قبل سلطات إنفاذ القانون.
في 31 أكتوبر ذكرت شبكة إن بي سي نيوز أن مجلس العلاقات الأمريكية الإسلامية قال إنه تلقى 774 طلبًا للمساعدة وتقارير عن حوادث تحيز من المسلمين في جميع أنحاء الولايات المتحدة في الفترة من 7 إلى 24 أكتوبر،  وفي 9 نوفمبر أفاد مجلس العلاقات الإسلامية الأمريكية أنه تلقى 1,283 شكوى في الفترة ما بين 7 أكتوبر و7 نوفمبر. في 16 فبراير أفاد مجلس العلاقات الإسلامية الأمريكية أنه تلقى 3,578 شكوى بشأن جرائم الكراهية في الأشهر الثلاثة الأخيرة من عام 2023.
في 26 نوفمبر 2023 تعرض ثلاثة طلاب فلسطينيين في ولاية فيرمونت لإطلاق نار.
في 1 نوفمبر 2023 قالت إدارة بايدن إنها تحاول مكافحة تزايد كراهية الإسلام. وفي مارس 2024 أدان الرئيس الأمريكي "العودة القبيحة لكراهية الإسلام في أعقاب الحرب المدمرة في غزة".
صرح اتحاد مسلمي جنوب فلوريدا أن فندق ومركز مؤتمرات ماريوت كورال سبرينجز في فورت لودرديل قد ألغى مؤتمره فجأة بعد تلقيه 100 مكالمة هاتفية تزعم بلا أساس أن المنظمة تدعم معاداة السامية والإرهاب.
ألقي القبض على ستيوارت سيلدويتز، وهو مسؤول سابق في إدارة أوباما، ووجهت إليه تهمة جنائية لمضايقة بائع أغذية حلال في مدينة نيويورك.

### كندا
ألقى مهاجمون الحجارة على مسجد في مدينة ميسيسوجا بأونتاريو، ووصف رئيس الوزراء الكندي جاستن ترودو الحادثة بأنها "جبانة ومزعجة وغير مقبولة". وفي فبراير 2024 أدان ترودو أعمال التخريب في المركز الإسلامي في كامبريدج في أونتاريو.

## أوقيانوسيا

### أستراليا
خلال الفترة من أكتوبر إلى ديسمبر 2023، شهدت أستراليا تصاعدًا في الإسلاموفوبيا ومعاداة السامية بعد اندلاع الأعمال العدائية بين إسرائيل وحماس في 7 أكتوبر. حيث سُجل في أستراليا 133 حادثة معادية للإسلام في الفترة ما بين 7 أكتوبر و6 نوفمبر 2023، بما في ذلك التعدّي بالبصق، وتهديد المساجد والمدارس الإسلامية، والكتابة على الجدران، وإتلاف الممتلكات، ورسائل الكراهية، والإساءة اللفظية، والإساءة عبر الإنترنت. وقالت المديرة التنفيذية لسجل الإسلاموفوبيا في أستراليا شارارا أتاي إنها تعتقد أن عدد حوادث الإسلاموفوبيا كان أعلى من 133، وأن الإسلاموفوبيا وجرائم الكراهية الأخرى لا يتم الإبلاغ عنها في كثير من الأحيان. بالإضافة إلى ذلك، سجلت الشرطة الفيكتورية 12 حادثة معادية للإسلام في الفترة ما بين 7 أكتوبر و9 نوفمبر، مما أدى إلى اعتقال شخص واحد.
بحلول 2 ديسمبر ارتفع عدد حوادث الإسلاموفوبيا المسجلة بمقدار 13 ضعفًا ليصل إلى 230 حادثًا خلال سبعة أسابيع. وشملت الحوادث البارزة وصف صبي مسيحي صغير بأنه "إرهابي" بسبب عرقه الفلسطيني،  ونزع حجاب نساء مسلمات، ازدادت حالات التشهير بالأستراليين العرب والمسلمين، وتلقيهم تهديدات بالقتل، وطردهم من وظائفهم بسبب تعبيرهم المؤيد لوجهات النظر الفلسطينية أو حضور المسيرات المؤيدة لفلسطين.

### نيوزيلندا
في منتصف نوفمبر 2023، أبلغت وزارة الشؤون الداخلية النيوزيلندية عن زيادة في كراهية الإسلام ومعاداة السامية في نيوزيلندا، وظهر المحتوى المعادي للإسلام على وسائل التواصل الاجتماعي ومنصات الألعاب. وأبلغ فريق أبحاث العنف الرقمي التابع لوزارة الشؤون الداخلية عن زيادة في المحتوى عبر الإنترنت الذي يشير إلى إطلاق النار على مسجد كرايستشيرش عام 2019. كما أفاد رئيس اتحاد الجمعيات الإسلامية النيوزيلندية "عبد الرزاق" عن زيادة في المحتوى عبر الإنترنت الذي يدعو إلى شن هجمات على المساجد بعد 7 أكتوبر.

## أنظر أيضا
- جرائم كراهية مرتبطة بالحرب الفلسطينية الإسرائيلية 2023
- معاداة الفلسطينيين خلال الحرب الفلسطينية الإسرائيلية (2023)
- معاداة اليهود خلال الحرب الفلسطينية الإسرائيلية (2023)